# Клевчук, Прасковья Васильевна
Прасковья Васильевна Клевчук (1910 — 3 сентября 1993) — передовик советского сельского хозяйства, доярка подсобного хозяйства «Горки-II» Звенигородского района Московской области, Герой Социалистического Труда (1953).

## Биография
Родилась в 1910 году на территории современной Московской области в семье крестьянина. Прошла обучение в начальной школе, трудоустроилась в сельском хозяйстве. Во время Великой Отечественной войны стадо хозяйства находилось в эвакуации в Саратовской области. В 1943 году, после возвращения общественного стада в Московскую область, Клевчук трудоустроилась на работу дояркой в старейший Подмосковный совхоз «Горки-2». Без отрыва от производства посещала трёхгодичные курсы животноводов, которые раз в неделю проводились для работников совхоза в кабинете зоотехника.
В 1948 году была введена двухсменная организация труда. За доярками Клевчук и Селивановой было закреплено 20 коров чёрно-пёстрой породы. В 1952 году передовые доярки достигли высоких производственных результатов, сумев получить от каждой из семнадцати закреплённых коров по 6614 килограмму молока с содержанием 233 килограммов молочного жира от каждой коровы в среднем за год.
За достижение высоких показателей в животноводстве в 1952 году, Указом Президиума Верховного Совета СССР от 19 декабря 1953 года Прасковье Васильевне Клевчук было присвоено звание Героя Социалистического Труда с вручением ордена Ленина и золотой медали «Серп и Молот».
В дальнейшем продолжала трудовую деятельность, показывала высокие результаты в труде. В 1968 году вышла на заслуженный отдых, являлась пенсионером всесоюзного значения.
Проживала в посёлке Горки-2 Одинцовского района Московской области. Умерла 3 сентября 1993 года.

## Награды
За трудовые успехи удостоен:
- золотая звезда «Серп и Молот» (19.12.1953),
- орден Ленина (19.12.1953),
- другие медали.